# 普卡拉區 (蘭帕省)
普卡拉區（西班牙語：Distrito de Pucará），是秘魯的一個區，位於該國東南部普諾大區的蘭帕省，面積537平方公里，海拔高度3,860米，2005年人口6,830，人口密度每平方公里13人。